# Iakovlevo (Sóbinka)
|  | Per a altres significats, vegeu «Iakovlevo». |

Iakovlevo (en rus: Яковлево) és un poble de l'óblast de Vladímir, a Rússia, segons el cens del 2010 tenia 3 habitants. Pertany al districte municipal de Sóbinka.